# Bloody Kisses
Bloody Kisses è il terzo album della band statunitense doom metal Type O Negative, prodotto nel 1993 dalla Roadrunner Records. È l'ultimo album della band per il batterista Sal Abruscato, più tardi sostituito da Johnny Kelly. Tra le altre tracce, è presente una cover dei Seals and Crofts, Summer Breeze.

## Tracce
1. Machine Screw (0:40)
2. Christian Woman (8:55)
3. Black No.1 (Little Miss Scare-All) (11:11)
4. Fay Wray Come Out and Play (1:04)
5. Kill All the White People (3:23)
6. Summer Breeze (cover dei Seals and Crofts) (4:47)
7. Set Me on Fire (3:29)
8. Dark Side of the Womb (0:26)
9. We Hate Everyone (6:50)
10. Bloody Kisses (A Death in the Family) (10:52)
11. 3.O.I.F. (2:06)
12. Too Late: Frozen (7:49)
13. Blood & Fire (5:30)
14. Can't Lose You (6:05)

## Formazione
Gruppo
- Peter Steele - voce, basso
- Kenny Hickey - chitarra, cori, voce aggiuntiva in Black No. 1 (Little Miss Scare All) e We Hate Everyone
- Josh Silver - tastiera, sintetizzatore, programmazione, effetti, cori
- Sal Abruscato - batteria, percussioni

Altri musicisti
- Paul Bento - sitar, tambura
- Brooklyn Philharmonic - orchestrazione
- Bonnie Weiss - cori
- Keith Caputo - cori
- Karen Rose - cori
- Debbie Alter - cori
- Chris Zamp - cori
- Alan Robert - cori
- Joey Zampella - cori
- Mike Palmeri - cori